# فرودگاه بین‌المللی دکتر باباساهب آمبدکار
فرودگاه بین‌المللی دکتر باباساهب آمبدکار (به انگلیسی: Dr. Babasaheb Ambedkar International Airport) (به زبان بومی: Sonegaon Airport) یک فرودگاه همگانی مسافربری با کد یاتا NAG است که یک باند فرود آسفالت دارد و طول باند آن ۱۹۳۸ متر است. این فرودگاه در شهر ناگپور کشور هند قرار دارد و در ارتفاع ۳۱۵ متری از سطح دریا واقع شده‌است.

## شرکت‌های هواپیمایی و مقصدهای پروازی
| شرکت‌های هواپیمایی | مقصدهای پروازی                                                                                                  |
| ----------------- | --- |
| ایر عربیا         | شارجه |
| ایر ایندیا        | ایندیرا گاندی، چاتراپاتی شیواجی Hajj: ملک عبدالعزیز                                                             |
| GoAir             | بنگالورو، چاتراپاتی شیواجی، پون                                                                                 |
| ایندی‌گو           | سردار ولابهبهی پتل، بنگالورو، ایندیرا گاندی، دیوی اهیلیابای هولکار، نتاجی سبهاش چندر بوس، چاتراپاتی شیواجی، پون |
| هواپیمایی قطر     | حمد |